# Cantonul Sochaux-Grand-Charmont
Cantonul Sochaux-Grand-Charmont este un canton din arondismentul Montbéliard, departamentul Doubs, regiunea Franche-Comté, Franța.

## Comune
- Grand-Charmont
- Nommay
- Sochaux (reședință)
- Vieux-Charmont